# Cultural·es
Cultural•es était une chaîne de télévision opérée par la Radio Televisión Española, dont le but était la diffusion de la culture de l’Espagne dans le pays ainsi que dans le reste du monde, à travers le câble et le satellite. La chaîne comptait sur le soutien du Ministère de la Culture et de l’Instituto Nacional de las Artes Escénicas y de la Música.

## Historique
Elle a commencé ses émissions le 23 avril 2009 en substituant la chaîne Docu TVE dans sa fréquence, et avait prévu des émissions régulières à partir du 3 avril 2010, date dans laquelle elle devait être intégrée dans le bouquet de la TDT espagnole. Finalement, elle n'entre pas dans ce bouquet numérique et est uniquement diffusée sur des réseaux satellites et IPTV.
De la même façon que la chaîne sportive Teledeporte, la production se réalise depuis le Centre Territorial de TVE Catalunya, situé en Sant Cugat del Vallès, près de Barcelone.
En 2010, elle était seulement disponible en essais sur la Télévision numérique à Madrid et Valladolid, comme la nouvelle chaîne TVE HD.

### Identité visuelle (logo)

Ancien logo de Docu TVE du 10 octobre 2005 au 31 août 2008.
Logo de Cultural•es du 23 avril 2009 au 1er septembre 2010

## Programmation
Cultural•es cherche à promouvoir la diffusion de la culture espagnole dans le reste du monde, dans tous ces aspects, et dans toutes ses langues. Durant sa période d’essai, elle diffuse plusieurs émissions des archives de Televisión Española et à partir de 22h00, des premières. Chaque jour de la semaine est reparti d’une manière thématique. Ces blocs de programmation sont répétés plusieurs fois tout au long de la journée.
Le premier documentaire émis sur la chaîne fut Bucarest, la memoria pérdida, réalisé par Albert Solé (es), et vainqueur du Prix Goya 2009 dans sa catégorie.